# Gai Semproni Tudità (magistrat)
Gai Semproni Tudità (en llatí Caius Sempronius C. F. Tuditanus) va ser un magistrat romà. Formava part de la gens Semprònia i portava el cognomen de la seva branca familiar, els Tudità.
Va ser un dels deu comissionats enviats a Luci Mummi l'any 146 aC per establir la part sud de Grècia com a província romana. Era el besavi de l'orador Quint Hortensi. Ha estat sovint confós amb el seu fill Gai Semproni Tudità (cònsol).